# XIV Brigada Internacional

La XIV Brigada Internacional fou una unitat militar integrada per voluntaris internacionals, que lluità a favor de la Segona República espanyola durant la Guerra d'Espanya. Aquesta brigada internacional fou formalment coneguda com La Marseillaise, en homenatge a l'himne revolucionari francès i la seva llengua predominant fou el francès.

## Formació

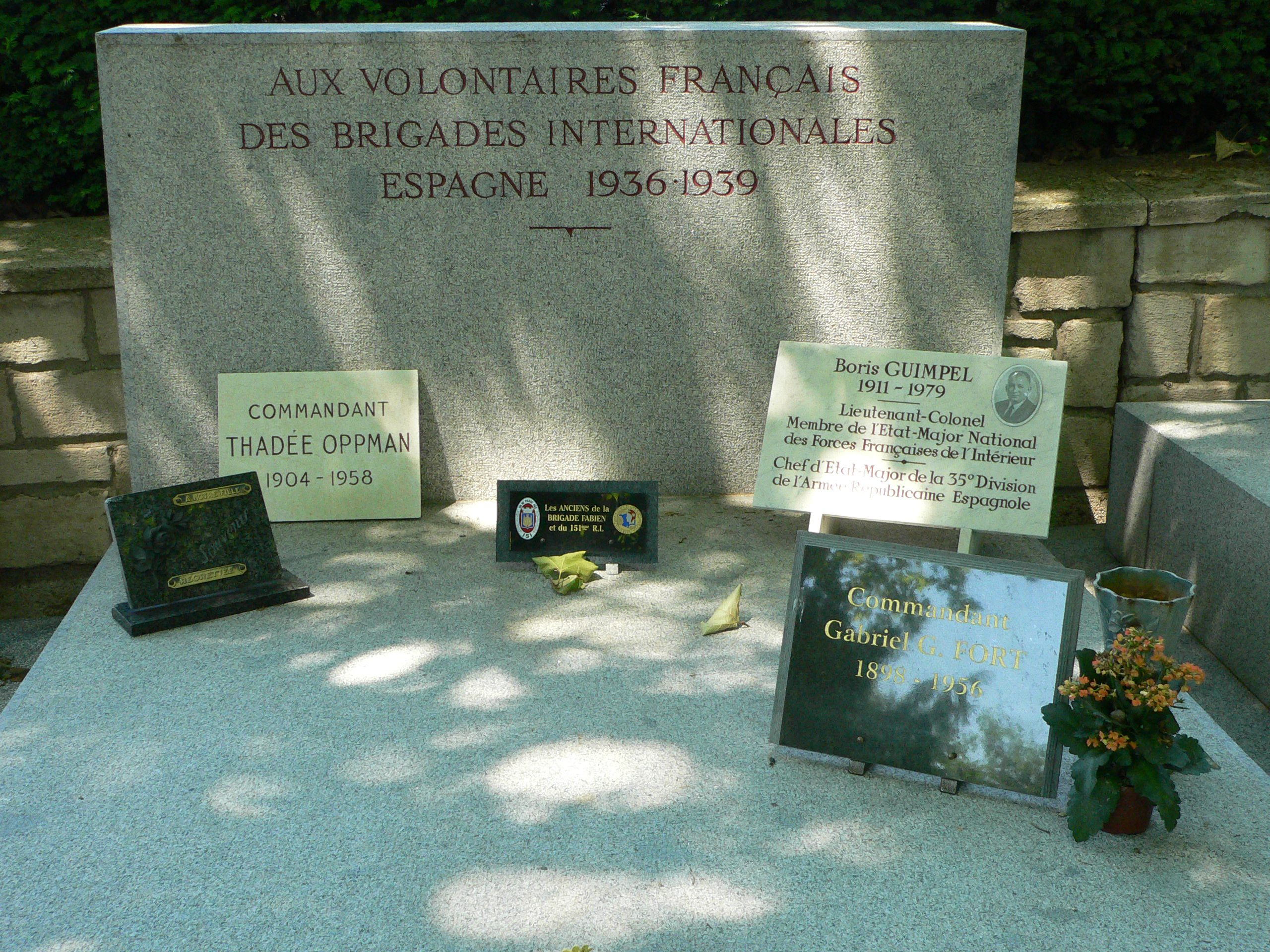
Memorial als voluntais francesos morts a la Guerra Civil espanyola

Va ser formada el 20 de desembre del 1936 a Albacete, amb voluntaris francesos, belgues i valons, així com uns quants irlandesos i anglesos, sota les ordres de Karol Świerczewski, anomenat General «Walter», amb l'italià Aldo Morandi com a Cap d'Estat Major i el francès André Heusler com a comissari.

## Trajectòria
Traslladada inicialment al sector Alcolea-Alcalá la Real, hi perdé l'inexpert batalló Sans Nom, mentre que la resta de la brigada fou massacrada a la batalla de Lopera (on moriren els literats anglesos Ralph Fox i John Cornford) i a Andújar al final de desembre del 1936.
Seguiren els fracassos en els combats de la carretera de la Corunya i de Majadahonda. Sense gaire temps per reorganizar-se, la Brigada participà en la batalla del Jarama, al costat de l'XI i XII Brigada, on pateix gran nombre de baixes (al voltant del 40 per 100 dels efectius). Morandi fou destituït i Jules Dumont es feu càrrec de la unitat. Finalment fou retirada a un sector tranquil prop d'El Escorial, on fou reorganitzada, formant part d'ella els batallons «Domingo Germinal», format per anarquistes espanyols, el britànic «Ralph Fox» i els franco-belgues «Commune de Paris», «Henri Barbusse», «Henri Vuillemin», «Six de Février» i «Pierre Brachet». El 16 d'octubre foren sotmesos a un intens foc d'artilleria que provocà la desbandada dels «Domingo Germinal» i «Ralph Fox».
Després de la batalla de Brunete, on no participà, la brigada fou reduïda de quatre a dos batallons. Participà en els combats de Cuesta de la Reina i posteriorment lluità en la retirada d'Aragó.
L'abril del 1938 fou completament destrossada a l'Aragó i es va procedir a constituir la nova brigada els batallons Commune de Paris, «Vaillant-Couturier», «André Marty» i el «Henry Barbusse». La resta de batallons van desaparèixer i els seus supervivents refàrçaren els altres quatre de la brigada, fins a arribar a la batalla de l'Ebre, on fou pràcticament exterminada.
Participà en la batalla de l'Ebre amb ordres de forçar el pas del riu per la zona d'Amposta, una acció tàctica de distracció que li provocà enormes pèrdues.

## Comandament de la brigada
Els comandants que, successivament, la comandaren foren:
- Karol Świerczewski, anomenat Walter (polonès).
- Jules Dumont (francès).
- Marcel Sagnier (francès).

## Relació de batallons
Amb diverses consolidacions i reorganitzacions degudes a successives desfetes va incloure, entre d'altres, els següents batallons:
- Batalló Comuna de París (en francès Bataillon Commune de Paris).
- Batalló Domingo Germinal (espanyols).
- Batalló Henri Barbusse (francesos).
- Batalló Louise Michel (I).
- Batalló Louise Michel (II).
- Batalló Marsellesa (en francès La Marsellaise).
- Batalló Pierre Brachet (belgues).
- Batalló Primera Unitat d'Avanç.
- Batalló Nou Nacions, també conegut per Sense nom (en francès, Neuf Nacionalités o Sans nom) (multinacional).
- Batalló Sis de febrer (en francès Six Février) (francesos, belgues).
- Batalló Vaillant-Couturier (francesos, belgues).
- Batalló Ralph Fox (francesos, britànics).
- Batalló Franco-belga
- Batalló André Marty